# Laberinto de Egipto

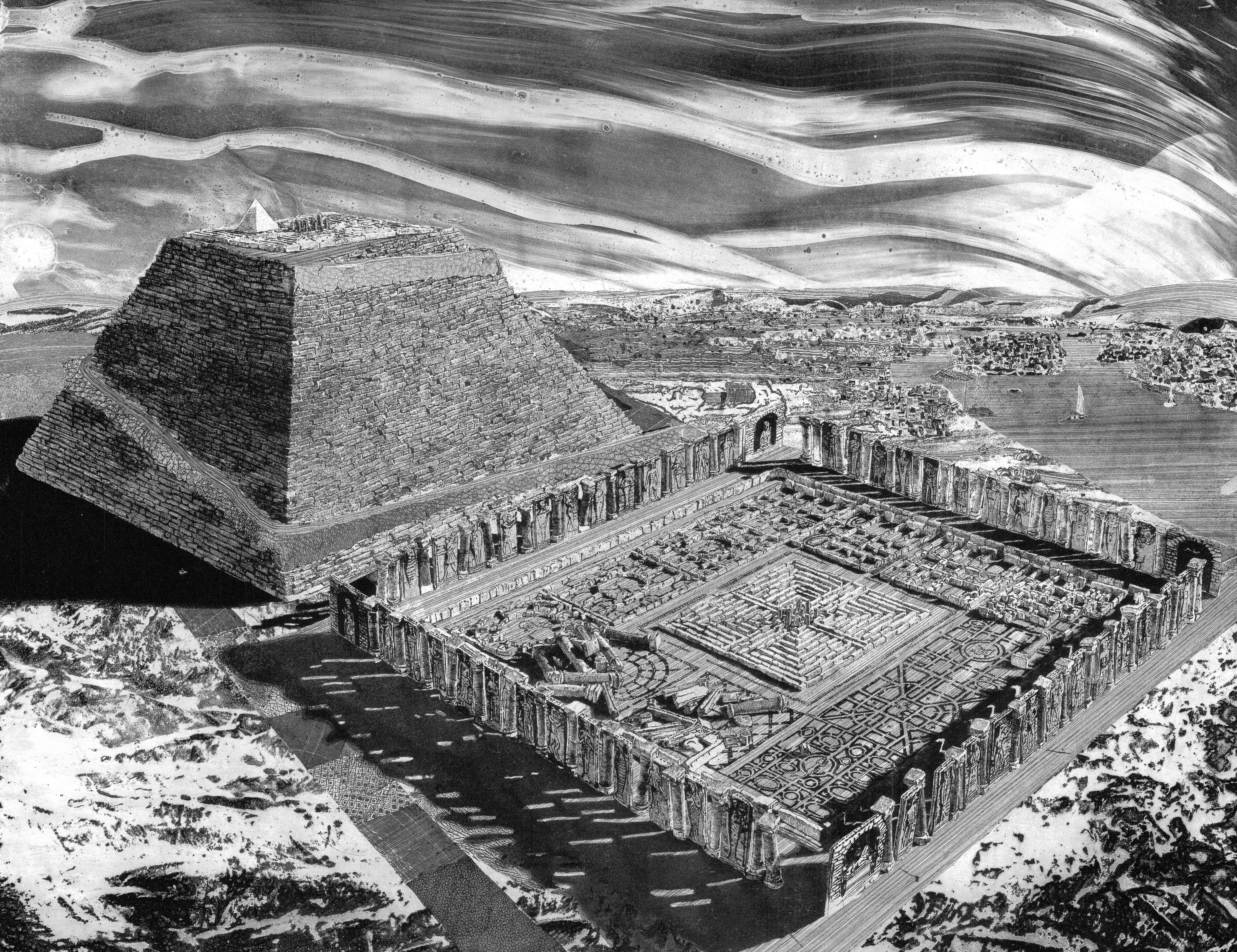
Laberinto de Egipto, por Toni Pecoraro.

El Laberinto de Egipto o Laberinto de Hawara era el nombre que se le daba a una compleja estructura laberíntica que se alzaba antiguamente cerca del pie de la Pirámide de Amenemhat III en Hawara.

## Descripción

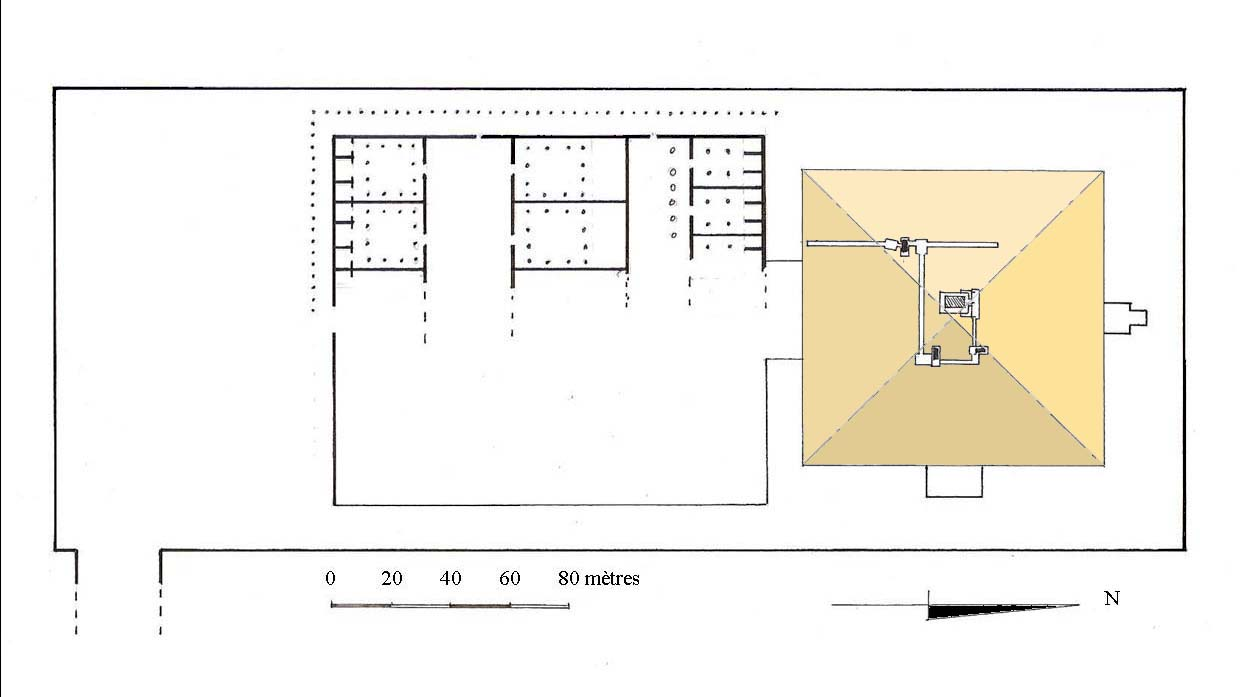
Reconstrucción de la parte occidental del Laberinto de Egipto (centro). La estructura se ubicaba antiguamente al pie de la Pirámide de Amenemhat III en Hawara (derecha).

El Laberinto de Egipto fue construido en Hawara por Amenemhat III, quien gobernó alrededor del 1800 a. C. como sexto faraón de la XII Dinastía. Karl Richard Lepsius también descubrió cartuchos con el nombre de la hija de Amenemhat, Sobekneferu, lo que sugiere que esta realizó ampliaciones en la decoración del complejo durante su reinado como reina de Egipto.
La estructura podría haber sido un conjunto de templos funerarios, como los que se encuentran comúnmente cerca de las pirámides egipcias.
Dado que el templo fue destruido en la antigüedad, solo se puede reconstruir parcialmente. Un muro perimetral orientado de norte a sur rodeaba todo el complejo, medía 385 m (1263 pies) por 158 m (518 pies), y se estima que la planta del propio Laberinto cubría alrededor de 28 000 m² (300 000 pies cuadrados). Después de excavar el sitio en 1888, Flinders Petrie argumentó que la parte más al norte del Laberinto había estado compuesta por nueve santuarios que se encontraban colectivamente detrás de veintisiete columnas que corrían de este a oeste; frente a estos se encontraban doce patios con columnas que estaban divididos en dos grupos por un largo pasillo.

## Registro histórico

### Relatos clásicos

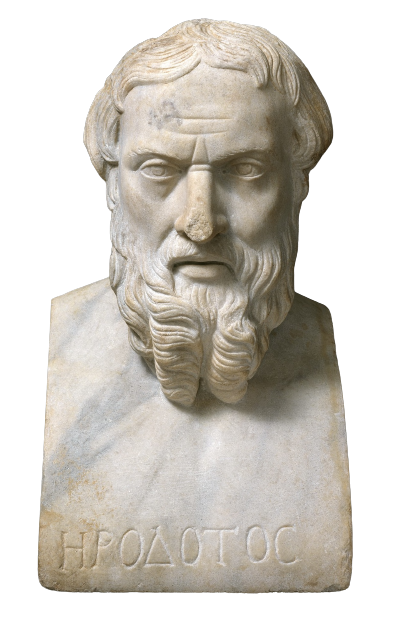
El Laberinto de Egipto fue descrito notablemente por el autor de la antigua Grecia Heródoto, quien afirmó en el Libro II de sus Historias que la grandeza de la estructura superaba la de las pirámides de Egipto.

El primer historiador importante que analizó el laberinto fue el autor griego Heródoto (c. 484 a. C.-c. 425 a. C.), quien, en el Libro II de sus Historias, escribió que la estructura superaba incluso la grandeza de las pirámides de Egipto:

Decidieron también dejar en común un monumento conmemorativo suyo y, una vez tomada esa decisión, ordenaron la construcción de un laberinto, que se halla algo al sur del lago Meris, aproximadamente a la altura de la ciudad que se llama Crocodilómpolis; yo lo he visto personalmente y, desde luego, excede toda ponderación. En efecto, si se sacara la cuenta de las construcciones y obras de arte realizadas por los griegos, claramente se vería que han supuesto menos esfuerzo y costo que este laberinto; y eso que tanto el templo de Éfeso como el de Samos son verdaderamente importantes. Ya las pirámides eran, sin duda, superiores a toda ponderación y cada una de ellas equiparable a muchas y aun grandes obras griegas, pero la verdad es que el laberinto supera, incluso, a las pirámides. Tiene doce patios cubiertos, seis de ellos orientados hacia el norte y los otros seis hacia el sur, todos contiguos, cuyas puertas se abren unas frente a otras, y rodeados por un mismo muro exterior. Dentro hay una doble serie de estancias —unas subterráneas y otras en un primer piso sobre las anteriores—, en número de tres mil; mil quinientas en cada nivel. Pues bien, nosotros personalmente pudimos ver y recorrer las estancias del primer piso y de ellas hablamos por nuestras propias observaciones; de las subterráneas, en cambio, tuvimos que informarmos verbalmente, pues los egipcios encargados de ellas no quisieron enseñárnoslas bajo ningún concepto, aduciendo que allí se encontraban las tumbas de los reyes que ordenaron el inicio de las obras de este laberinto y las de los cocodrilos sagrados. Por lo tanto, de las estancias de abajo hablamos por los datos que obtuvimos de oídas; en cambio, tuvimos ocasión de contemplar personalmente las de arriba, que exceden toda obra humana. En efecto, los accesos de sala a sala y el intrincado dédalo de pasadizos por los patios despertaban un desmedido asombro mientras se pasaba de un patio a las estancias, de las estancias a unos pórticos, de los pórticos a otras salas y de las estancias a otros patios. El techo de todas esas construcciones es de piedra al igual que las paredes; éstas, por su parte, están llenas de figuras esculpidas y cada patio se halla rodeado de columnas de piedra blanca perfectamente ensamblada. Contigua al chaflán en que acaba el laberinto se encuentra una pirámide de cuarenta brazas, en la que aparecen esculpidas figuras de grandes dimensiones; y hasta ella hay construido un camino subterráneo.

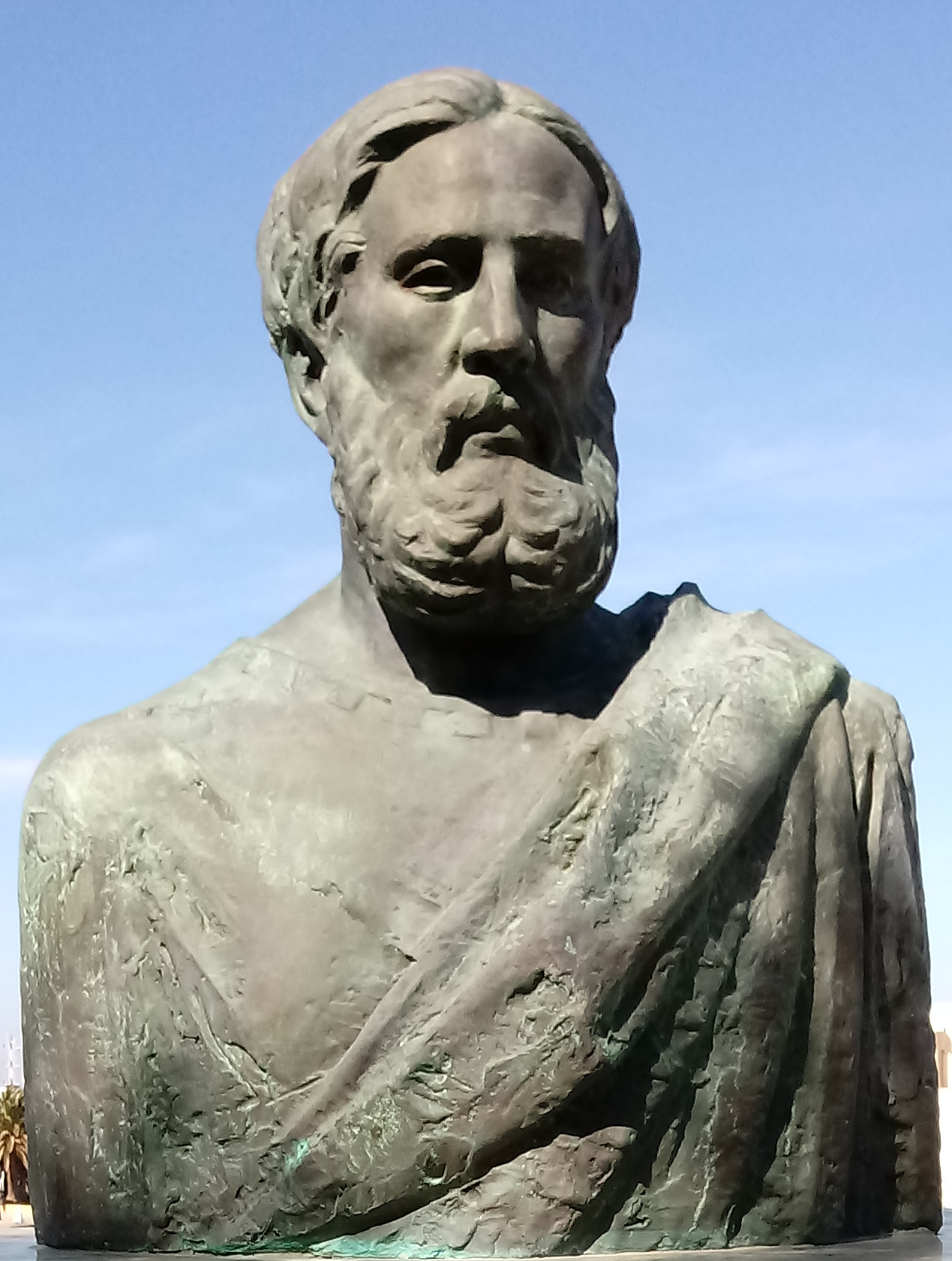
El geógrafo griego Estrabón describió el laberinto, en su obra Geografía, como una edificación comparable a las pirámides, situándo al lado la tumba del rey que lo construyó.

Varios siglos después de Heródoto, el geógrafo griego Estrabón (c. 64 a. C.-c. 24 d. C.) describió el laberinto en su obra Geografía, señalando una conexión entre el número de patios de la estructura y los nomos del antiguo Egipto:

Aparte de estas cosas, este nomo tiene el Laberinto, que es una obra comparable a las pirámides, y al lado, la tumba del rey que construyó el Laberinto. A unos treinta o cuarenta estadios de la primera boca del canal hay una llanura en forma de mesa, en la que hay un pueblo y un gran complejo real compuesto de muchos palacios, tantos como nomos había en el pasado; tantos son los patios columnados, contiguos unos a otros, todos en una fila y sobre un muro, como si fuera una muralla larga con los palios construidos ante ella. Y los caminos de acceso estaban enfrente de la muralla. Delante de las entradas, hay unas criptas largas y numerosas, que tienen entre ellas pasadizos sinuosos, de manera que un extranjero sin guía no es capaz de encontrar la entrada o la salida a cada patio. Y lo asombroso es que los tejados de cada recinto están hechos de una sola piedra, y las criptas a lo ancho también están techadas con placas monolíticas de gran tamaño, no habiendo mezcla con madera ni con ningún otro material. Y subiéndose al techo, que no está a gran altura, pues el edificio solo tiene un piso, se ve una llanura pétrea, formada por piedras de gran tamaño; y luego, al descender otra vez al patio, se ve que están colocadas seguidas, cada una sujeta por veintisiete columnas monolíticas. Y los muros no están construidos con piedras de menor tamaño. Al final de esta edificación de más de un estadio de longitud, está la tumba, una pirámide cuadrada, de unos cuatro pletros de ancho por cada cara, y la misma medida de altura. El nombre de la persona enterrada ahí es Imandes. Se dice que se construyeron tantos patios porque era costumbre de los nomos reunir a todos conforme al rango junto con sus sacerdotes y sacerdotisas, para ofrecer sacrificios, ofrendas a los dioses y juzgar las causas de mayor importancia. Y cada uno de los nomos se dirigía al patio asignado a cada cual.

Alrededor de la época general de Estrabón, el historiador griego Diodoro Sículo (siglo I a. C.) también escribió sobre la estructura, afirmando en su Biblioteca histórica:

Fallecido ese rey, reconquistaron el gobierno los egipcios y establecieron un rey nativo, Mendes, al cual algunos denominan Marro. Ése no llevó a cabo ningún hecho bélico, pero se construyó una tumba, el denominado «laberinto», no tan admirable en la magnitud de los trabajos como inimitable por su destreza; el que ha entrado en él no puede hallar fácilmente la salida si no se encuentra con un guía totalmente experto. Y algunos afirman también que Dédalo, desplazado a Egipto y admirado de la técnica de las obras, le construyó al que reinaba en Creta, Minos, un laberinto igual al de Egipto, en el cual cuentan en el mito que existió el llamado Minotauro. Sin embargo, el de Creta ha desaparecido completamente, ya por haberlo arrasado algún soberano, ya por haber sido la obra maltratada por el tiempo, pero el de Egipto ha conservado intactas todas sus construcciones hasta nuestra época.

En la primera parte del siglo I d. C., el geógrafo romano Pomponio Mela analizó el Laberinto en su obra Chorographia, y más tarde ese mismo siglo, Plinio el Viejo describió la estructura en su Historia natural, escribiendo:

Todavía existe en Egipto... un laberinto, que fue construido por primera vez, hace tres mil seiscientos años, según dicen, por el rey Petesuqui o Titoes: aunque, según Heródoto, toda la obra fue fruto de no menos de doce reyes, el último de los cuales fue Psamético. En cuanto al propósito para el que fue construido, muchos afirman que era un edificio consagrado al Sol, opinión que prevalece mayoritariamente. (...) Algo que me sorprende es que el edificio está construido con mármol de Paros, mientras que en el resto de sus partes las columnas son de sienitas. Esta enorme masa está construida con tal solidez que el paso del tiempo no ha podido destruirla en absoluto, secundado como lo ha estado por el pueblo de Heracleopolitas, que ha devastado maravillosamente una obra que siempre han aborrecido.

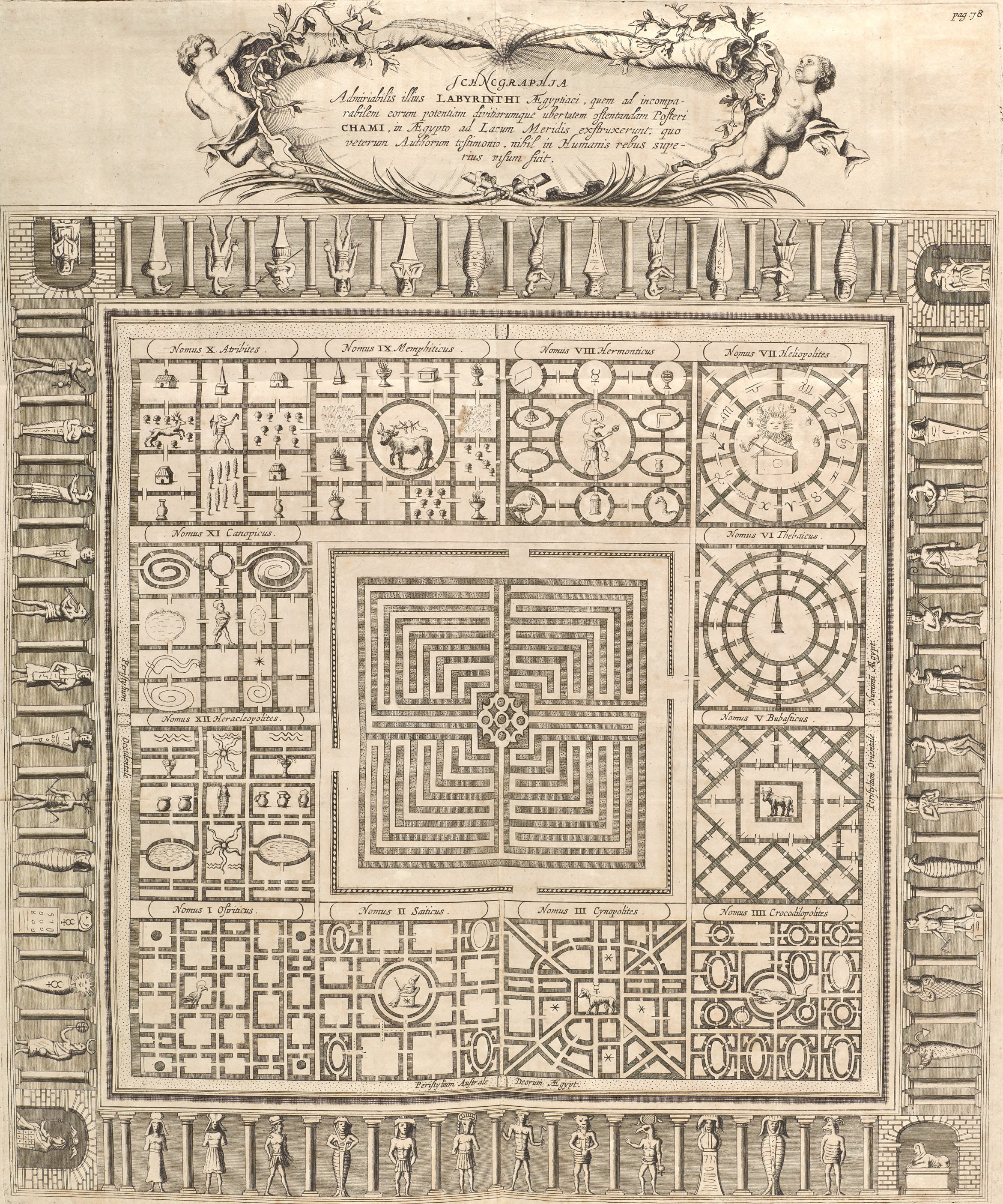
En el siglo XVII, el erudito jesuita alemán Athanasius Kircher trató de representar el enigmático laberinto basándose en la descripción hecha por Heródoto y otros escritos antiguos.

Una de las últimas menciones del Laberinto en la literatura clásica aparece en Historia Augusta, que afirma que el emperador romano Septimio Severo (145-211 d. C.) visitó la estructura alrededor del año 200 d. C.
Los relatos clásicos de los diversos autores no son del todo consistentes, quizás debido al deterioro de la estructura durante la época clásica. Otros errores probablemente se deban a que algunos autores no la vieron en persona: Diodoro Sículo, por ejemplo, describe el Laberinto como poseedor de "características arquitectónicas prácticamente imposibles en un templo egipcio", lo que sugiere que se basaba en una fuente que erróneamente asumía que el Laberinto se parecía a los templos griegos de la época. Asimismo, la descripción de Plinio incluye una serie de peculiares florituras que, según Alan B. Lloyd, evidencian "un intento desesperado [de Plinio] por reconciliar varios relatos del edificio".

### Destrucción
En algún momento de la antigüedad, el Laberinto fue desmantelado. Inge Uytterhoeven e Ingrid Blom-Böer argumentan que, dado que los edificios grecorromanos se erigieron únicamente sobre la parte occidental de las ruinas del Laberinto, es probable que esta parte de la estructura ya hubiera sido demolida en el Período Tardío o principios de la era ptolemaica. Por el contrario, Uytterhoeven y Blom-Böer sostienen que la parte oriental del Laberinto probablemente permaneció en uso durante la era ptolemaica y posiblemente la romana, lo que explica tanto la ausencia de ruinas grecorromanas en esta zona como el hecho de que los elementos arquitectónicos y escultóricos más imponentes del Laberinto se hayan encontrado aquí.
Tras la caída del Imperio romano de Occidente, las ruinas del Laberinto fueron extraídas en canteras para obtener piedra, y tras el despojo de la mayoría de las piedras, la ubicación de la estructura fue olvidada gradualmente. Lo poco que quedaba del Laberinto se dañó aún más cuando, a mediados del siglo XIII d. C., se cavó un canal llamado "Bahr Sharqiyyah" (también conocido como "Bahr Seilah") en medio de Hawara; entre 1900 y 1907, se construyó un nuevo canal (el "Bahr Abdul Wahbi") sobre el Bahr Sharqiyyah, que causó daños adicionales al sitio.

## Redescubrimiento

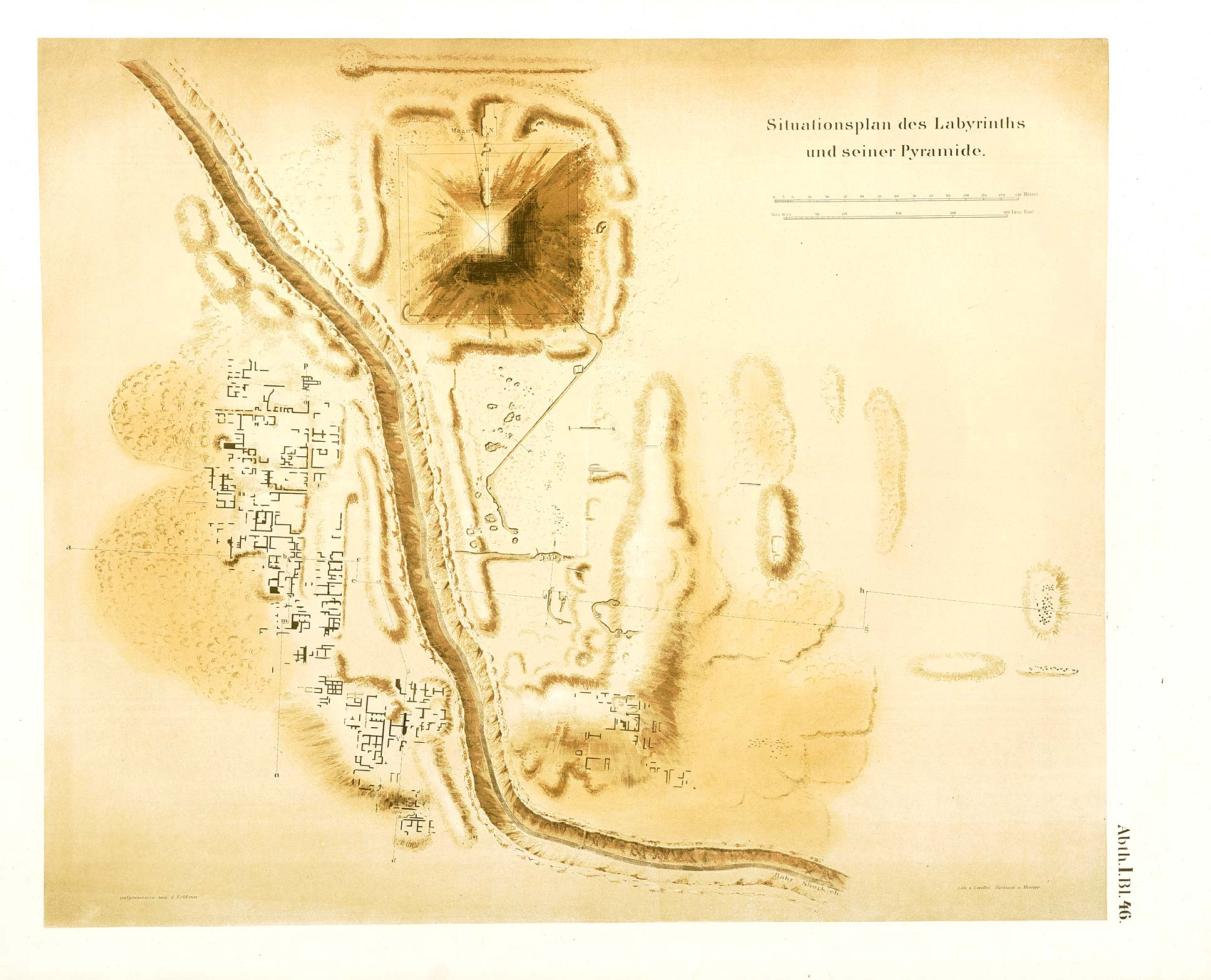
Un dibujo de la Pirámide de Amenemhat III en Hawara y las ruinas circundantes, realizado por Karl Richard Lepsius c. 1850. Nótese el canal Bahr Sharqiyyah que atraviesa el sitio.

En el siglo XVII, Claude Sicard sugirió que el Laberinto podría haber estado ubicado en Hawara. Dos siglos después, en un volumen de Description de l'Égypte (1821), Philippe Joseph Marie Caristie y Edme-François Jomard discutieron la ubicación del Laberinto en una consideración extensa del sitio de Hawara; Eric P. Uphill ha argumentado que el capítulo de Jomard y Caristie fue, en consecuencia, "la primera descripción publicada del sitio del Laberinto [que] distinguió las características salientes [de la estructura] correctamente". Trabajos posteriores postularon que las ruinas al sur de la Pirámide de Amenemhat III eran de hecho los restos del Laberinto, incluyendo breves informes de Howard Vyse y John Shae Perring (1842), así como de John Gardner Wilkinson (1843).
En 1843, el egiptólogo prusiano Karl Richard Lepsius excavó la zona que rodea la Pirámide de Amenemhat III en Hawara y, tras descubrir los restos de una serie de cámaras de ladrillo, afirmó haber identificado con certeza la ubicación del famoso laberinto. (Por aquella época, el discípulo de Lepsius, G. M. Ebers, sostenía que si uno subía a la pirámide, podría ver la huella en forma de herradura de la estructura). Sin embargo, como señala W. H. Matthews:

Los datos proporcionados por [Lepsius y sus asociados] no eran del todo convincentes y se consideró que se necesitaban más pruebas antes de poder aceptar sus conclusiones.

En 1888, el egiptólogo británico Flinders Petrie examinó las cámaras de ladrillo que Lepsius había descubierto y determinó que eran los restos de una ciudad grecorromana construida sobre las ruinas del laberinto. En cuanto al laberinto en sí, Petrie logró descubrir lo poco que quedaba de sus cimientos entre un gran lecho de astillas. Petrie también localizó una estatua de piedra caliza de Sobek y otra de Hathor, así como dos santuarios de granito que contenían cada uno una estatua de Amenemhat III. Los resultados de la investigación de Petrie se publicaron finalmente en la monografía The Labyrinth Gerzeh and Mazghuneh (1912).

### Louis de Cordier
En 2008, los arqueólogos que trabajaban en la Expedición Mataha hicieron un hallazgo bajo las arenas, según reveló el investigador Ben Van Kerkwyk. Los resultados de la expedición se publicaron en dicho año, poco después del descubrimiento, en la revista científica del NRIAG, y las conclusiones de la investigación se presentaron en una conferencia pública en la Universidad de Gante, a la que asistieron medios de comunicación belgas. Sin embargo, el hallazgo fue rápidamente silenciado, ya que el Secretario General del Consejo Supremo de Antigüedades (Egipto) suspendió toda comunicación posterior sobre el descubrimiento debido a las sanciones de Seguridad Nacional egipcias.
Según este investigador, «estas áreas fueron escaneadas en 2008 mediante georradar por la Expedición Mataha, una colaboración entre las autoridades egipcias y la Universidad de Gante (Bélgica) y financiada por el artista contemporáneo Louis De Cordier. Los resultados de esta expedición indican claramente la presencia de estructuras ordenadas y en forma de cuadrícula en las profundidades de la arena, a niveles mucho más profundos que los que Petrie excavó. Parece probable que lo que este encontró a finales del siglo XIX no fueran los cimientos, sino parte del techo o la cubierta».
Posteriormente, el proyecto de De Cordier atrajo la atención del escritor Andrew Barker y de la académica y cineasta Carmen Boulter, responsable de la serie documental The Pyramid Code, uniéndose al mismo, y reanudándose así la búsqueda del laberinto iniciada por la expedición Mataha. De un proyectado libro inicial escrito entre De Cordier y Barker, The Quest for the Labyrinth of Egypt, Boulter propuso transformar la obra en un documental completo sobre el laberinto. Ello dio lugar a dos escaneos satelitales adicionales de Hawara en 2014 y 2015, cuyos datos revelaron y confirmaron una red de espacios monumentales excavados en la roca sólida muy por debajo, sentando las bases para una ulterior expedición. La misión permaneció inconclusa debido al fallecimiento de la académica en 2022 así como por limitaciones de diversa índole. Sin embargo, el consorcio avanza y continua en la búsqueda del laberinto.

### Mark Carlotto
El investigador Mark Carlotto publicó en 2023 resultados de detección de radar de apertura sintética (SAR) de banda C Sentinel-1, confirmados con ALOS/PALSAR de banda L, que revelaron la presencia de una estructura subterránea de aproximadamente el mismo tamaño que la estimada antes por Finders Petrie.

## Legado
La descripción que hace Heródoto del laberinto egipcio inspiró algunas escenas centrales de la novela histórica Faraon, de Bolesław Prus, de 1895.